# Joseph M. Devine
Joseph McMurray Devine, född 15 mars 1861 i Wheeling, Virginia (i nuvarande West Virginia), död 31 augusti 1938 i Mandan, North Dakota, var en amerikansk republikansk politiker. Han var guvernör i delstaten North Dakota 1898–1899.
Devine studerade vid University of West Virginia och flyttade sedan till Dakotaterritoriet. Han tillträdde 1897 som viceguvernör i North Dakota och blev guvernör följande år efter att Frank A. Briggs avled i ämbetet. Efter sin korta ämbetsperiod som guvernör tjänstgjorde Devine på nytt som viceguvernör under Frederick B. Fancher.
Presbyterianen Devine gravsattes på Mandan Union Cemetery i Mandan.